# Lydia Cacho
Lydia Cacho Riberio (Mexico-Stad, 12 april 1963) is een Mexicaans onderzoeksjournaliste.
Cacho stamt uit een Portugees-Franse familie die in de Tweede Wereldoorlog naar Mexico vluchtte. In 1985 ging zij in Cancún in de staat Quintana Roo wonen.
In 2005 bracht zij het boek Los Demonios del Edén (de Duivels van Eden) uit, waarin ze gewag maakte over een wijdverspreid kinderporno en -prostitutienetwerk, waar ook enkele hooggeplaatste personen deel van uit zouden maken, waaronder de zakenman Kamel Nacif Borge. In december 2005 werd ze gearresteerd en naar Puebla gebracht om berecht te worden wegens laster. Dit werd door velen gezien als een politiek proces bedoeld om haar het zwijgen op te leggen, aangezien Nacif Borge een persoonlijke vriend is van Mario Marín Torres, gouverneur van Puebla. Ze werd echter snel weer vrijgelaten.
In februari 2006 dook er een serie telefoongesprekken op tussen Nacif en Marín, waarin Marín te kennen gaf Cacho te zullen arresteren in ruil voor twee flessen cognac. Nacif zei te hopen dat de omstandigheden in de gevangenis slecht zouden zijn en dat Cacho er seksueel misbruikt zou worden. De bekendmaking van dit telefoongesprek zorgde voor politieke opschudding, en van verschillende kanten werd geroepen om het aftreden van Marín. Op 2 januari 2007 werd Cacho vrijgesproken van laster, en ze klaagde vervolgens Marín aan. Het Hooggerechtshof van de Natie besloot echter niet over te gaan tot vervolging van Marín.
In mei 2006 richtte Cacho haar pijlen op Ciudad Juárez om verslag te doen van de ontelbare moorden op met name vrouwen in deze stad net over de Mexicaans-Amerikaanse grens. Meer dan tien jaar lang worden regelmatig vrouwen vermoord en verkracht. Meestal zijn het vrouwen die werken in de (Amerikaanse) fabrieken in de grensstad, die zich daar hebben gevestigd vanwege de goedkope arbeidskrachten. De autoriteiten en fabrieken worden wereldwijd al jaren beschuldigd te weinig te doen om de moorden op te lossen en te voorkomen.
Cacho ontving in 2007 de Amnesty International Ginetta Sagan Award for Women and Children's Rights en op 23 april 2008 kende VN-organisatie UNESCO haar de Guillermo Cano Internationale Prijs voor Persvrijheid toe. Tevens ontving zij in 2011, samen met de Italiaanse journalist en schrijver Roberto Saviano, de Olof Palme-prijs for their tireless, selfless and often lonely struggle for their ideals, and for the benefit of fellow human beings. They are individuals who with extraordinary courage are acting despite the risk to their lives.